# Међуспратна конструкција
Међуспратна конструкција (МК) физички дели простор по вертикали у објекту.
- 1 - слојеви пода,
- 2 - МК,
- 3 - плафон.

Међуспратна конструкција је неизоставни део вишеспратних зграда.